# Liste de prénoms d'origine germanique
Cet article présente une liste non exhaustive de prénoms d'origine germanique.
- Haut – A
- B
- C
- D
- E
- F
- G
- H
- I
- J
- K
- L
- M
- N
- O
- P
- Q
- R
- S
- T
- U
- V
- W
- X
- Y
- Z

## A
Adalbert, Adalgis, Adalric, Adélaïde, Adélard, Adèle, Adelin, Adeline, 
Adémar, Adolphe, Aimeric, Alaric, Albéric, Albert, Albertin, Alcuin, Aldebert, Aldegonde, Alfred, Alice, Aliénor, Alix, Aloïs, Alric, Alphonse, Amaury, Amalafrida, Amélie, Anger, Anselme, Anthelme, Archibald, Arduin, Arlette, Armand, Arnaud, Arnegonde, Arnold, Arnoul, Asselin, Astrid, Aubert, Aubrée, Aubrey, Aubry, Aude, Audrey, Auvray, Aymar.

## B
Bathilde, Baudouin, Baudry, Beowulf, Bérenger, Bernadette, Bernardette, Bernard, Bernardin, Berthe, Berthold, Bertille, Bertin, Bertrand, Blanche, Brunehilde, Brünhild, Bruno.

## C
Caribert, Carl, Carloman, Carole, Caroline, Charles, Charlotte, Childéric, Chilpéric, Clodomir, Clotaire, Clotilde, Clovis, Conrad, Cunégonde.

## D
Dagmar, Dagobert

## E
Eddy, Edgar, Edmond, Édouard, Edwige, Edwin, Egbert, Egmont, Elvire, Émeric, Enguerrand, Éric, Ermelinde, Ermengarde, Ernest, Erwin, Eudes, Évrard, Ewald.

## F
Ferdinand, Fernand, Foucart, Foulques, France, François, Françoise, Francon, Franck, Frank, Franz, Frédégonde, Frédéric, Fulrad.

## G
Ganelon, Garnier, Gautier, Gélimer, Geneviève, Genséric, Gertrude, Geoffrey, Geoffroy, Gérald, Géraud, Gérard, Gersende, Ghislain, Gilbert, Giselbert, Gisèle, Godard, Godefroid, Godégisel, Godfroy, Godefroy, Godric, Gondacre, Gondéric, Gonthier, Gontran, Gonzalve, Grimoald, Guérard, Guerric, Gudrun, Gunda, Gunthamund, Gudule, Guillaume, Günther, Guy.

## H
Hamelin, Harald, Harold, Hébert, Henri, Henry, Herbert, Herluin, Hellouin, Hermann, Heudebert, Heudebourg, Hildebrand, Hildebold, Hildeburg(is), Hildegarde, Hildéric, Hubert, Hue, Hugues, Hugo, Humbert, Hunéric.

## I
Ingo, Ingonde, Ingrid, Isambert, Isolde.

## J
Jürgen.

## K
Knut, Karl, Kriemhild.

## L
Lambert, Landry, Léonard, Léopold, Lothaire, Louis, Ludivine, Ludovic, Ludwig, Lydéric, Louise.

## M
Manfred, Mathilde, Maud, Maude, Mauger.

## N
Norbert, Norman, Nanthilde.

## O
Odette, Odile, Odilon, Odon, Onfroy, Onfray, Osbern, Oscar, Osmond, Oswald, Otmar, Othon.

## P
Philibert.

## R
Radegonde, Ragnar, Ralf, Raoul, Raymond, Réginald, Renard, Renaud, Rénier, Richard, Richer, Rigobert, Robert, Rodéric, Rodolphe, Rodrigue, Roger, Roland, Rolf (en), Romaric, Rudolf, Rudolph, Romphaire.

## S
Sarus, Ségolène, Sigebert, Siegfried, Sigismond, Sieglinde, Sigeric, Sigmund, Sigrid, Sigurd, Sisenand, Sisebut, Snöfrid, Swinthila.

## T
Tancred, Tancrède, Theudesinde, Theudigisel, Théodebert, Théodoric, Thibaud, Thibault, Thibert, Thierry.

## U
Ulric, Ulrike.

## V
Valdemar, Valery, Valéry, Vauquelin, Vulfran.

## W
Walburga, Waldemar, Waltraud, Wandrille, Watto, Werner, Wilfried, William, Wisimar, Wivine, Wolfgang, Wolfram, Willhelm, Wulf, Wulfran.

## Y
Yves, Yvon, Yvonne.